# 2月21日 (旧暦)
旧暦2月21日は旧暦2月の21日目である。六曜は仏滅である。

## できごと
- 天安元年（ユリウス暦857年3月20日） - 斉衡から天安に改元
- 仁和元年（ユリウス暦885年3月11日） - 元慶から仁和に改元
- 治承4年（ユリウス暦1180年3月18日） - 平清盛の孫にあたる高倉天皇の第一皇子・言仁親王が3歳で践祚して81代・安徳天皇に
- 文治4年（ユリウス暦1188年3月20日） - 源頼朝が藤原泰衡らに源義経追捕の宣旨を下す
- 貞享元年（グレゴリオ暦1684年4月5日） - 甲子革令の為、天和から貞享に改元
- 延享元年（グレゴリオ暦1744年4月3日） - 甲子革令の為、寛保から延享に改元
- 明治5年（グレゴリオ暦1872年3月29日） - 東京で初の日刊新聞『東京日日新聞』（現在の毎日新聞）が創刊

## 誕生日
- 寛政12年（グレゴリオ暦1800年3月16日） - 仁孝天皇、120代天皇（+ 1846年）
- 嘉永2年（グレゴリオ暦1849年3月15日） 末広鉄腸、政論家・新聞記者・政治家（+ 1896年）

## 忌日
- 延暦18年（ユリウス暦799年3月31日） - 和気清麻呂、廷臣（* 733年）